# Eirik Chambe-Eng
Eirik Chambe-Eng ist ein norwegischer Programmierer. 1990 arbeitete er zusammen mit Haavard Nord in der Softwareentwicklung für Ultraschallgeräte in einer Trondheimer Klinik. Sie waren nicht zufrieden mit den Werkzeugen für plattformübergreifende Softwareentwicklung und kreierten Qt. 1994 gründeten sie dann die Firma Trolltech.
Im Oktober 2007 trat Eirik als CEO zurück, da er an Altersabhängiger Makuladegeneration leidet. Er bleibt dem Unternehmen jedoch für strategische Aufgaben erhalten.